# 회덕 분기점
회덕 분기점(Hoedeok JC)은 대전광역시 대덕구 신대동에 설치된 경부고속도로와 서산영덕고속도로, 호남고속도로지선이 만나는 분기점이다. 호남고속도로지선의 종점은 회덕 분기점에서 대전 방향으로 50m 떨어진 지점에 위치해 있다.

## 연혁
- 1970년 12월 30일 : 호남고속도로 대전 ~ 전주 구간 개통과 함께 통행 개시[1]
- 1990년 12월 5일 : 분기점 개량 공사로 인해 대전직할시 동구 와동 ~ 신대동, 유성구 전민동 3.61km 구간 도로구역 변경[2]
- 2001년 8월 25일 : 호남고속도로지선과 경부고속도로의 분기점으로 변경[3]

## 구조물 정보
- 위치: 대전광역시 대덕구 신대동, 와동

## 접속하는 노선

### 부산방면
- 경부고속도로 (31번)

### 서울・영덕방면
- 경부고속도로 (31번), 서산영덕고속도로 (번호 없음) (중첩구간)

### 서산・논산방면
- 서산영덕고속도로 (번호 없음), 호남고속도로지선 (8번) (중첩구간)